# Day (Florida)
Day ist  ein census-designated place (CDP) im Lafayette County im US-Bundesstaat Florida. Das U.S. Census Bureau hat bei der Volkszählung 2020 eine Einwohnerzahl von 89 ermittelt.

## Geographie
Day liegt rund 20 km nordwestlich von Mayo sowie etwa 110 km östlich von Tallahassee. Im Osten fließt der Suwannee River an Day vorbei.

## Demographische Daten
Laut der Volkszählung 2010 verteilten sich die damaligen 116 Einwohner auf 53 Haushalte. Die Bevölkerungsdichte lag bei 49,4 Einw./km². 99,1 % der Bevölkerung bezeichneten sich als Weiße. 0,9 % gaben die Angehörigkeit zu mehreren Ethnien an.
Im Jahr 2010 lebten in 29,5 % aller Haushalte Kinder unter 18 Jahren sowie 34,1 % aller Haushalte Personen mit mindestens 65 Jahren. 79,5 % der Haushalte waren Familienhaushalte (bestehend aus verheirateten Paaren mit oder ohne Nachkommen bzw. einem Elternteil mit Nachkomme). Die durchschnittliche Größe eines Haushalts lag bei 2,64 Personen und die durchschnittliche Familiengröße bei 2,97 Personen.
24,2 % der Bevölkerung waren jünger als 20 Jahre, 22,4 % waren 20 bis 39 Jahre alt, 31,9 % waren 40 bis 59 Jahre alt und 21,4 % waren mindestens 60 Jahre alt. Das mittlere Alter betrug 43 Jahre. 50,0 % der Bevölkerung waren männlich und 50,0 % weiblich.
Das durchschnittliche Jahreseinkommen lag bei 39.340 $, dabei lebte niemand unter der Armutsgrenze.